# Darién (zatoka)
Darién (hiszp. Golfo del Darién) – zatoka Morza Karaibskiego, położona w jego południowej części. Nad zatoką leżą Panama i Kolumbia. Część zatoki Darién, najbardziej wcinająca się w ląd, nosi nazwę Urabá.
Główną rzeką uchodzącą do zatoki jest Atrato. Najważniejszym miastem na jej wybrzeżu jest kolumbijskie miasto Turbo (46,5 tys.).